# Cirque du Freak
Cirque du Freak (en inglés Cirque du Freak: A Living Nightmare) (El tenebroso Cirque du Freak en México, El Circo de los Extraños en Latinoamérica y El tenebroso circo de los extraños en España) es el primer libro perteneciente a la saga llamada "Cirque Du Freak". La colección original contiene 12 libros: El tenebroso Cirque Du Freak, El asistente de vampiro, Túneles de sangre, La montaña de los vampiros, La ordalía de la muerte, El príncipe vampiro, Cazadores del crepúsculo, Aliados de la noche, Asesinos del alba, El lago de las almas, El Señor de las Sombras y, por último, Hijos del destino. 
Forma parte de la primera trilogía: Sangre de vampiros del autor Darren Shan. Esta última fue adaptada al cine, junto con los dos libros que le siguen, en el año 2009, en la película Cirque du Freak: The Vampire's Assistant.

## Argumento
Darren Shan ha estado obsesionado con las arañas desde pequeño. Su mejor amigo, Steve "Leopard" (cuyo verdadero apellido es Leonard), creció leyendo historias de terror y sobre todo, de Vampiros. Después de ver un cartel propaganda del Cirque du Freak, deciden ir. Después de la función, ellos quedaron maravillados, por un lado, Darren se encantó con una araña adiestrada. Por el otro, Steve por el amo de ésta. Él se las arregla para charlar a solas con el misterioso amo, a quien reconoce como Vur Horston, un viejo vampiro retratado en uno de sus libros de vampiros. Inmediatamente, Steve le ruega por que lo convierta en su asistente, el señor Crepsley (ese era su nombre en la actuación) prueba su sangre y se da cuenta de que por ella, corre la maldad. Steve se enfurece y le jura que se vengará de él cuando sea mayor. Ni siquiera nota que Darren lo había seguido y había escuchado la discusión. 
Mientras tanto, la obsesión de Darren hacia Madame Octa (el nombre de la araña)lo impulsa a  robarla. Lo que no sabe, es que esa decisión le cambiará la vida.
Una mañana de la escuela, Steve va a casa de Darren para arreglar la situación entre ellos, pero un descuido de Darren, hizo que la araña picara a Steve, cuyo veneno era mortal.
Justo entonces, aparece el señor Crepsley y le informa a Darren que para obtener el antídoto debe convertirse en su aprendiz. Dicho esto, convierte a Darren en un semi-vampiro, y le informa que le será útil ya que él puede salir a la  luz del sol. Luego de aplicarle el antídoto a Steve, Darren decide huir dejando sólo al vampiro, que sólo le informa que algún día iba a volver por él.
Darren intenta vivir entre los humanos, pero cada vez le resulta más difícil, ya que intenta chupar la sangre a uno de sus amigos, e incluso a su hermana. El señor Crepsley aparece una vez más para decirle que si desea ser su asistente tendrá que fingir su propia muerte.
Después del funeral de Darren, el señor Crespley aparece y lo desentierra. Después de sacarlo y de disponerse a tapar de nuevo la fosa, el señor Crespley le recomienda a Darren que dé un paseo para desentumecerse después de pasar un tiempo considerable en el ataúd. Mientras el señor Crespley está cubriendo la fosa y cuando se ha alejado de su vista, Darren se encuentra con Steve quien le jura que se convertirá en el mejor cazador de vampiros que haya existido nunca y que le dará caza y lo matará, a él y a su mentor...